# NGC 3432
NGC 3432是一个位于小狮座的螺旋星系。它与附近的矮星系UGC 5983发生相互作用，恒星大量生成，收录于赫頓·阿普的特殊星系圖集内。